# Claude Vignon
Claude Vignon, nacido en Tours el 19 de mayo de 1593 y muerto en París el 10 de mayo de 1670, fue un pintor, grabador e ilustrador francés del periodo barroco, dentro del estilo caravagista.
Fue, junto a su amigo Simon Vouet uno de los pintores franceses más célebres de la época de Luis XIII. Activo desde su regreso de Italia y España en 1623, su estilo rico, de fuertes empastes, está caracterizado por una poesía preciosa, prolongado el gusto manierista de principios de siglo. Sus personajes evocan las pastorales y las novelas de amor de éxito como L'Astrée de Honoré d'Urfé. La influencia de Caravaggio es netamente identificable en su obra, sobre todo al comienzo de su carrera que sigue a su regreso de Italia. Sus obras están presentes en los más grandes museos del mundo, dentro de las iglesias y de colecciones privadas, tanto francesas como extranjeras.

## Galería

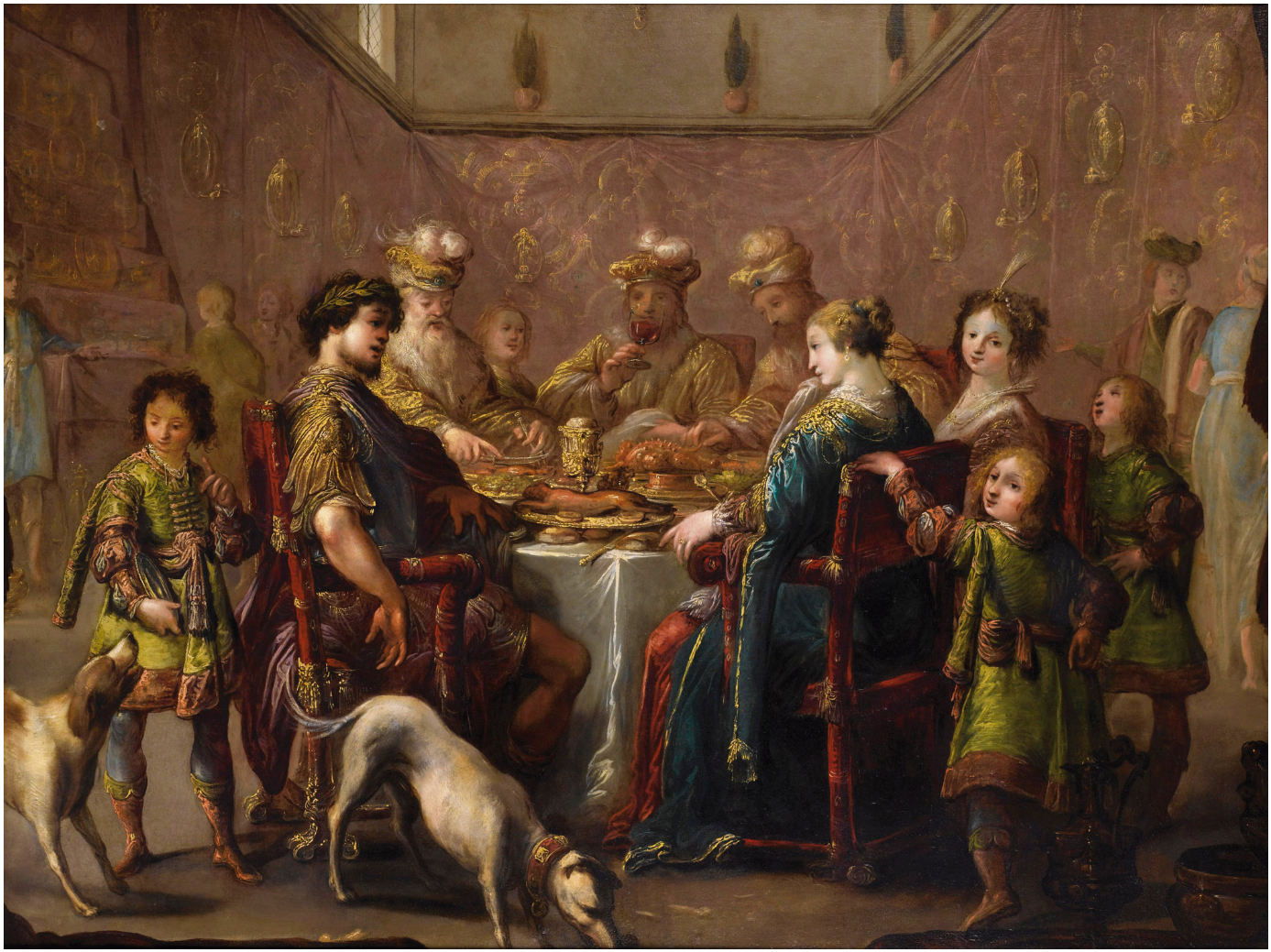
Escena de banquetes, (1630-1640)
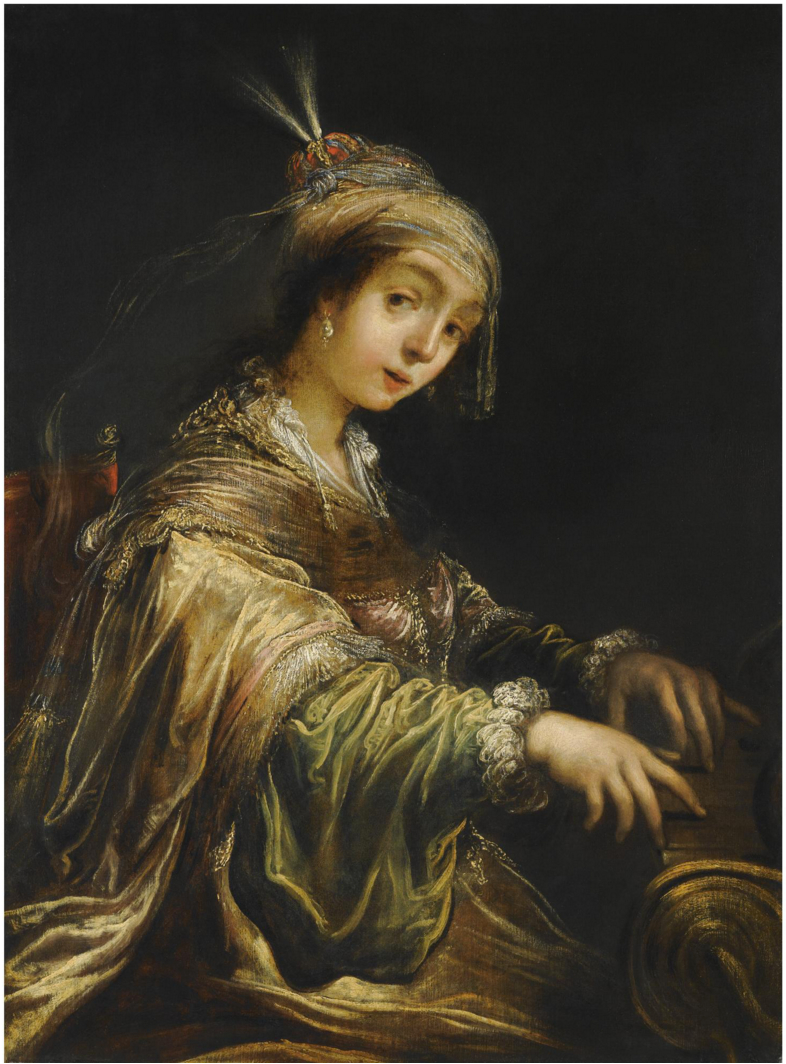
Santa Cecilia, (1630s)
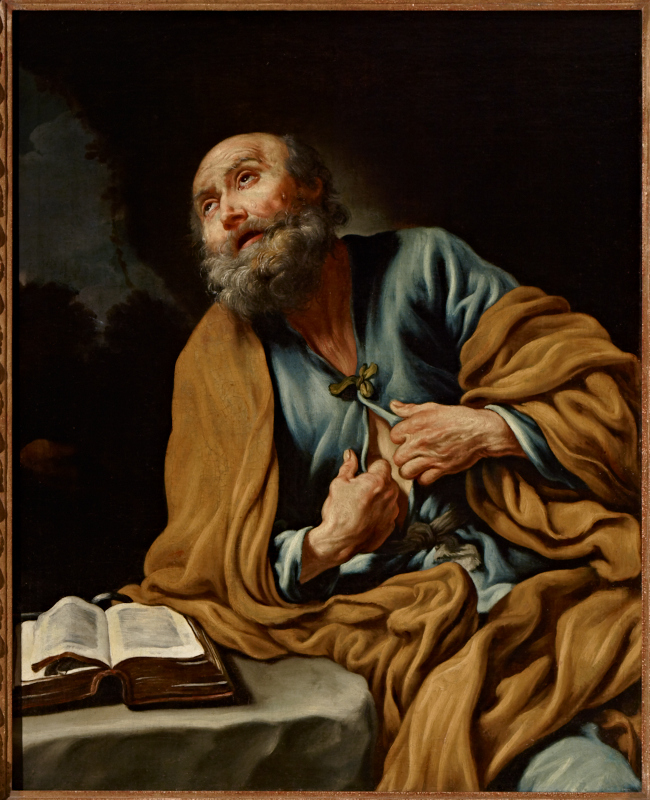
Lamentación de san Pedro (1623-30)
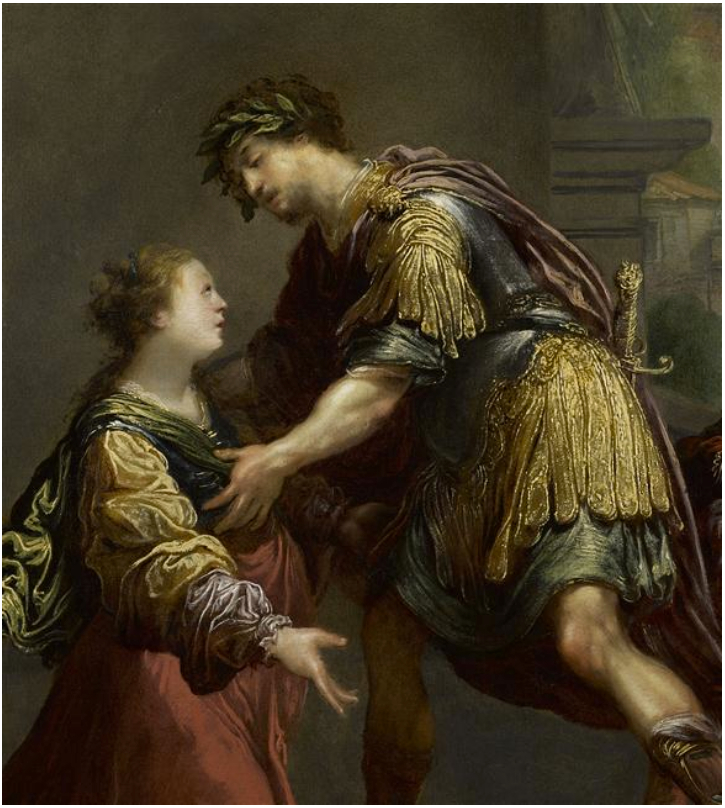
Joven mujer embarazada implorando justicia de un guerrero (años 1630-40) Museo Magnin, Dijon
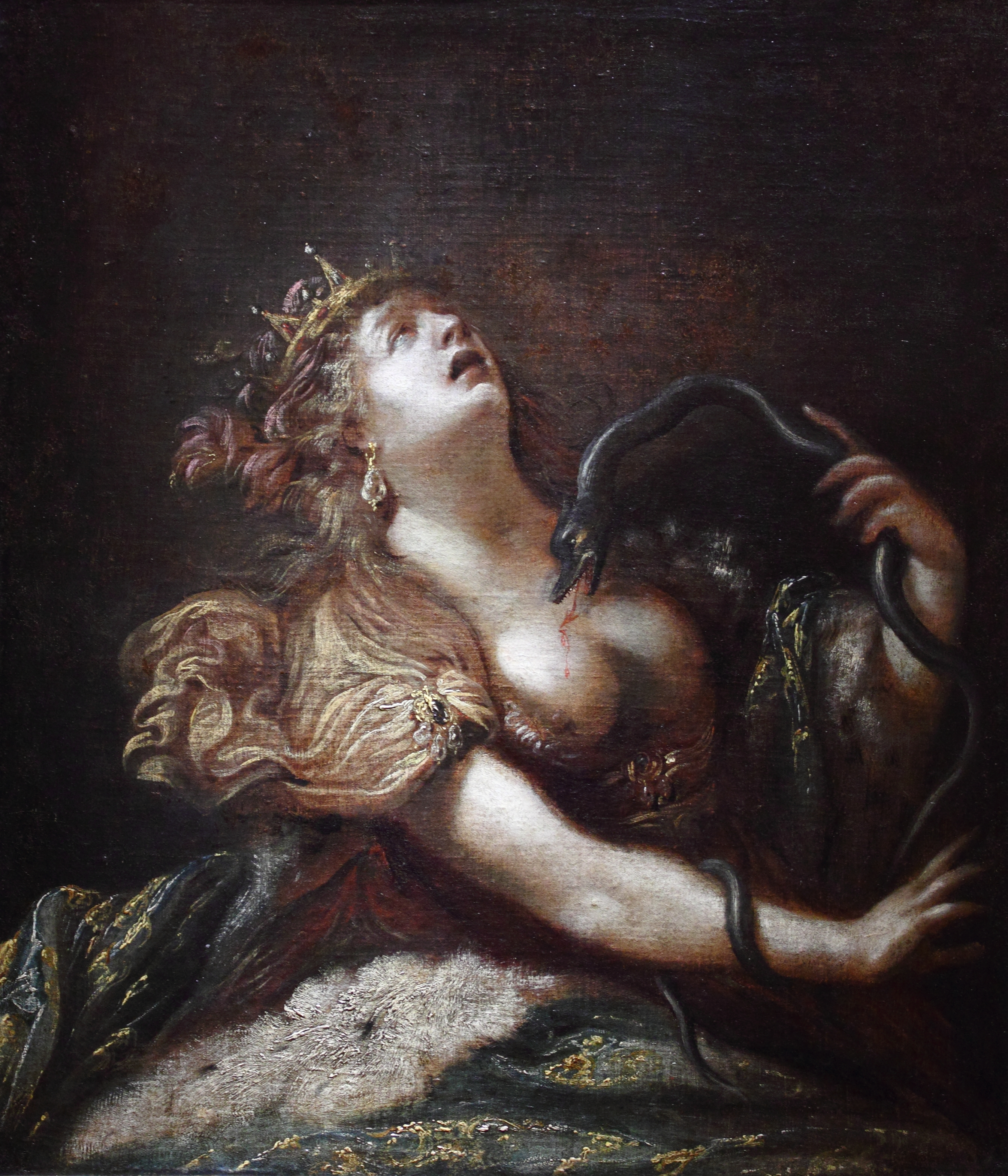
Cleopatra se suicida (años 1640) Museo de Bellas Artes, Rennes